# Enlilnasir II
Enlilnasir II o Enlil-nasir II va ser rei d'Assíria. Va pujar al tron en data desconeguda, ja que la Llista dels reis d'Assíria i les altres llistes conegudes estan damnades en la duració del regnat dels seus dos antecessors i les opinions varien dels que suposen que va pujar al tron entre el 1470/1460 aC als que ho retarden fins al 1420 aC.
Era fill d'Aixurrabi I. Generalment s'admet que va donar un cop d'estat i va enderrocar al seu germà Aixurnadinahhe I, i va ocupar el seu lloc, però la Llista reial diu exactament que es va posar ell mateix al tron el que podria indicar que va succeir al seu germà com a hereu legítim a la mort d'aquest.
A la seva mort (potser el1415 aC a tot tardar) el va succeir el seu fill Aixurnirari II. En algunes llistes es diu que era el seu fill, però en d'altres que era el seu germà.